# Die Ereignisse im Gasthofe
Die Ereignisse im Gasthofe ist eine komische Scenenreihe in 1 Akt, zusammengestellt von Johann Nestroy. Sie wurde am 3. Mai 1842 an einem Einakter-Abend im Theater an der Wien „zum Vortheile des Institutes der barmherzigen Schwestern“ aufgeführt. Der Text ist verschollen.

## Werksgeschichte
Für das Theater an der Wien wurde dieser Einakter als dritter Teil eines Einakter-Abends mit dem Vermerk „komische Szenenreihe in 1 Akt, zusammengestellt von Johann Nestroy“ auf dem Theaterzettel angekündigt. Die Veranstaltung fand „zum Vortheile des Institutes der barmherzigen Schwestern“ statt, dem heute noch bestehenden Krankenhaus der Barmherzigen Schwestern in Gumpendorf. An diesem Abend waren vom Kaiserhaus die Kaiserin-Mutter, zwei Erzherzöge mit ihren Söhnen und der Prinz von Salerno, Leopold von Neapel-Sizilien, anwesend.
Der Text ist verschollen, aus dem Theaterzettel ist zu entnehmen, dass Nestroy den Bauernburschen Dappl und den Diener Stock, Alois Grois den Fuhrmann Radschuh und den Impresario Quiriquaggio, sowie Wenzel Scholz den Oberkellner Konrad spielten.
Die anderen Einakter waren das Melodram Der vier und zwanzigste Februar von Zacharias Werner (1768–1823), in dem der Hofschauspieler Carl von La Roche mitwirkte, das Liederspiel Die weiblichen Drillinge von Karl von Holtei, der auch selbst spielte, dann folgte Nestroys Einakter, den Abschluss bildeten zwei Tableaux vivants (Lebende Bilder), arrangiert vom akademischen Maler Johann Matthias Ranftl: Die Brautwerbung und Der Improvisator.

## Zeitgenössische Rezeption
Der Theaterabend wurde gut besucht, erfuhr jedoch ein geteiltes Echo. Positiv wurde meist nur der gute Zweck, die schauspielerischen Leistungen und die Anwesenheit von Mitgliedern des Kaiserhauses erwähnt, die Inhalte der Stücke erfuhren unterschiedliche Bewertungen.
Der Sammler schrieb am 5. Mai 1842 (Nr. 72, S. 301) sehr ausführlich, wobei besonders die Leistung der Schauspieler beschrieben wurde:
„‚Die Ereignisse im Gasthofe‘ bestanden aus drei Scenen verschiedener Stücke, worin die drei komischen Hauptkräfte dieser Bühne, die HH. Nestroy, Scholz und Grois, Gelegenheit zur Auszeichnung fanden und sämmtlich reichliche Anerkennung erwarben. Ersterer wurde nach dem ergötzenden Vortrage seines Quodlibets wiederholt gerufen.“
Eine sehr positive Kritik war im Sammler vom gleichen Tage (Nr. 107, S. 428) zu lesen. Der Humorist von Moritz Gottlieb Saphir vermied jegliche Kritik, indem er sich auf den wohltätigen Zweck berief. In der Wiener Zeitschrift wurde Holtei gelobt, die anderen Stücke – auch Nestroy Werk – stark kritisiert. Die Allgemeine Wiener Musikzeitung fand die Aufführung im Ganzen durchaus gelungen, hob dabei aber Holteis Liederspiel gegen die Lokalposse als qualitätvoller hervor.
Die Wiener Theaterzeitung von Adolf Bäuerle lobte am 6. Mai (Nr. 108, S. 477 f.) dagegen gerade Nestroys Stück besonders, wobei der Rezensent den Dichter als den „bei weitem talentvollste[n] Jünger der so berühmten Wiener komischen Volksbühne und in der Hauptsache jetzt ihr letzter Anker“ bezeichnete.